# Paľo Bielik
Paľo Bielik, pseudonym Ján Bukva (11. prosince 1910 Senica (Banská Bystrica) – 23. dubna 1983, Bratislava) byl slovenský herec, filmový režisér a scenárista, manžel herečky Marty Černické-Bielikové. Je považován za zakladatelskou osobnost slovenské kinematografie.

## Život
Po skončení odborné kovovýrobní školy v Banské Bystrici (1929) pracoval v mnoha různých zaměstnáních (kreslič, montér, prodavač, četník). Hrál ochotnické divadlo v Banské Bystrici a v roli Jánošíka ze stejnojmenné hry od Jiřího Mahena jej objevil Karel Plicka a doporučil Martinu Fričovi pro titulní úlohu ve filmu Jánošík (1935). Úspěch tohoto filmu jej přivedl do Slovenského národního divadla v Bratislavě, kde působil v letech 1939–1942. V letech 1943–1945 byl režisérem krátkých filmů ve společnosti Nástup. V době Slovenského národního povstání natočil s Karlem Krškou dokumentární záběry z povstaleckých bojů, ze kterých pak v roce 1945 vznikl dokument Za slobodu. Po roce 1945 se stal režisérem celovečerních hraných filmů.
V roce 1955 obdržel titul zasloužilý umělec a v roce 1968 i titul národní umělec.

## Filmografie
- 1935 Jánošík (herec: Juraj Jánošík)
- 1937 Hordubalové (herec: Michal Hordubal)
- 1947 Čapkovy povídky (herec: četnický kapitán Havelka)
- 1947 Varúj…! (herec: Ondrej Muranica)
- 1948 Vlčie diery (režisér i herec: Dičo)
- 1950 Priehrada (režie)
- 1952 Lazy sa pohli (režie)
- 1953 V piatok trinásteho (režie)
- 1956 Nie je Adam ako Adam (režie – středometrážní film)
- 1957 Štyridsaťštyri (režie)
- 1959 Kapitán Dabač (režie)
- 1962-1963 Jánošík I.-II. (režie)
- 1966 Mistr kat (režie)
- 1968 Traja svedkovia (režie)